# Estatut d'Autonomia de Castella i Lleó
Estatut d'Autonomia de Castella i Lleó és la norma institucional bàsica de la comunitat autònoma de Castella i Lleó. La Llei Orgànica 4/1983 de 25 de febrer de l'Estatut d'Autonomia de Castella i Lleó va ser aprovada per les Corts Generals el 25 de febrer de 1983.

## Context històric
Apel·lant a la identitat històrica dels antics regnes de Lleó i de Castella, i fidel a aquesta història, Castella i Lleó va instituir amb l'Estatut el seu màxim òrgan representatiu les Corts, i va institucionalitzar a la Junta com òrgan de govern i administració, al capdavant de la qual se situa el President de la Junta de Castella i Lleó, que és triat per les Corts de Castella i Lleó i nomenat pel Rei. L'Estatut també va dotar a Castella i Lleó d'un òrgan de justícia propi, el Tribunal Superior de Justícia de Castella i Lleó.

## Reformes
Ha estat reformat en quatre ocasions: 1988, 1994, 19992019 i 2007 per a augmentar les competències autonòmiques i les atribucions del President de la Junta i comprèn 55 articles, organitzats en 4 títols, a més de les disposicions addicionals, transitòries, derogatòries i final.

### Reforma de 2007
En la VIII legislatura espanyola, Castella i Lleó va manifestar, igual que altres Comunitats Autònomes, la intenció de reformar el seu Estatut. Una de les principals reclamacions va ser la gestió de la conca del riu Duero que ocupa en la seva pràctica totalitat part del territori de la Comunitat Autònoma, reclamació, entre d'altres, que ha estat atesa, en la reforma del 21 de novembre de 2007, una vegada aprovada la Llei orgànica en el Senat.2019 Altres aspectes introduïts amb la reforma foren: que per al finançament cal ponderar l'estensió territorial, la dispersió, la baixa densitat i l'envelliment; la possibilitat de crear un òrgan de gestió de tributs propis i cedits; la creació del Consell del Diàleg Social; la possibilitat de crear el Consell de Justícia; i definició de Castella i Lleó com una comunitat històrica i cultural.
Tant el Partit Popular com el PSOE de Castella i Lleó es posaren d'acord per a la tercera reforma.
Va ser aprovada com Llei Orgànica 14/2007, de 30 de novembre.